# گئورگه
شهر گئورگه (به رومانیایی: Gheorgheni) در شهرستان هرگیتا در کشور رومانی واقع شده‌است. جمعیت این شهر ۲۱٬۲۴۵ نفر  است.